# 大西洋銀光魚
大西洋銀光鱼（学名：Argyripnus atlanticus）为輻鰭魚綱巨口魚目褶胸鱼科的其中一種。分布于東大西洋區的馬德拉群島及加那利群島、西大西洋區的加勒比海及夏威夷群島海域，屬深海魚類，棲息深度200-500公尺，體長可達7.7公分。